# Norbert Conrad Kaser
Norbert Conrad Kaser, o n. c. kaser (tutto in minuscolo), come amava firmarsi (Bressanone, 19 aprile 1947 – Brunico, 21 agosto 1978), è stato un poeta e scrittore italiano.
Altoatesino di lingua tedesca, fu il capostipite dell'omonima letteratura del dopoguerra, molto apprezzata nell'area germanofona, e nota anche in Italia soprattutto per le opere di Joseph Zoderer.

## Biografia
Nacque fuori dal matrimonio da Paula Thum, che, poco dopo la sua nascita, sposò Franz Kaser, invalido di guerra, che riconobbe il piccolo Conrad. Trascorse la propria infanzia nell'appartamento di servizio occupato dai genitori in una fabbrica di materassi a Brunico, dove il padre lavorava come portinaio. Frequentò il Liceo classico a Brunico, e svolse brevi supplenze come maestro elementare a Lasa in Val Venosta. In quel periodo compose le sue prime poesie. Nel settembre 1968 entrò nel convento dei frati cappuccini a Brunico, che lasciò nell'aprile successivo.  Nel luglio 1969 consegue la maturità.
Nello stesso anno suscitò grande scalpore il suo intervento presso un convegno organizzato dalla Südtiroler Hochschülerschaft (l'associazione degli studenti universitari altoatesini), nel quale rivolse critiche durissime alla letteratura altoatesina degli anni venti e trenta:
sarebbe stato meglio se il 99% dei nostri scrittori non fosse mai nato, per quel che mi riguarda potrebbero mordere la polvere nella nostra patria, per non fare maggior danno, e invitando poi i partecipanti a spennare come un galletto l'aquila rossa, l'animale araldico dell'Alto Adige, per un grandioso macello delle vacche sacre. Il suo intervento provocò un'ondata di sdegno nei mass media altoatesini e austriaci. Agli inizi di ottobre cominciò a studiare belle arti all'Università di Vienna.
Nel 1970 si reca per due mesi in Norvegia. Nel 1971 interrompe gli studi e torna in Alto Adige, dove lavora come maestro elementare nelle scuole di montagna della Val Pusteria. Il 27 novembre 1971 sua madre muore.
L'alcolismo mina il suo fisico, per cui trascorre svariati periodi in ospedali e cliniche psichiatriche. Nel 1976 si iscrive al PCI, e lascia la chiesa cattolica. I suoi soggiorni in ospedale diventano più frequenti, e nel 1977 trascorre un periodo in una clinica specializzata della DDR, a Bad Berka. Il 21 agosto 1978 muore a Brunico per le conseguenze dell'alcolismo. La sua poesia ich krieg ein kind (aspetto un bambino) descrive il disfacimento del proprio corpo nell'imminenza della morte.

## Opere
La sua opera è caratterizzata da una scrittura rigorosa e penetrante, con una capacità osservativa quasi chirurgica. Non impiegava le maiuscole e faceva un uso estremamente moderato della punteggiatura. La sua spietata analisi della società altoatesina colpì e scandalizzò molti, e ben pochi scrittori altoatesini successivi poterono prescindere dalla sua lezione. Scrisse anche in lingua italiana. Le sue opere (raccolte di saggi e poesie) Eingeklemmt e kalt in mir sono ora raccolte in tre volumi.
- vol. 1: GEDICHTE, 544 pagg. ISBN 3-85218-039-2 (poesie)
- vol. 2: PROSA, 472 pagg. ISBN 3-85218-062-7
- vol. 3: BRIEFE, 424 pagg. ISBN 3-85218-084-8 (lettere)

Altre opere:
- Norbert C. Kaser, jetzt mueßte der kirschbaum bluehen. Gedichte, Tatsachen und Legenden. Stadtstiche, Zurigo, Diogenes Verlag, 1991. ISBN 3-257-21038-8
- Norbert C. Kaser (ted., testo italiano a fronte, trad. di Giancarlo Mariani), Bolzano, Edizioni Nuovo Studio, 1993
- Norbert C. Kaser, es bockt mein herz: Überlebenstexte, Lipsia, Reclam, 1993. ISBN 3-379-01464-8
- N. C. Kaser elementar: ein Leben in Texten und Briefen, a cura di Raoul Schrott, Innsbruck, Haymon, 2007. ISBN 978-3-85218-532-3

Il suo lascito è ora affidato al comune di Brunico, ove la biblioteca comunale gli è stata intitolata.